# 2e Infanteriedivisie (Verenigd Koninkrijk)

Insigne van de Britse 2e Infanteriedivisie

De 2e Infanteriedivisie (Engels: 2nd Infantry Division) is een Britse infanteriedivisie. De divisie was betrokken bij de napoleontische oorlogen, de Krimoorlog, de Eerste Wereldoorlog en de Tweede Wereldoorlog.  Het is nu een militair district dat Noord-Engeland, Schotland en Noord-Ierland omvat. Het hoofdkwartier is in het landhuis Craigiehall, iets ten westen van Edinburgh.

## Geschiedenis

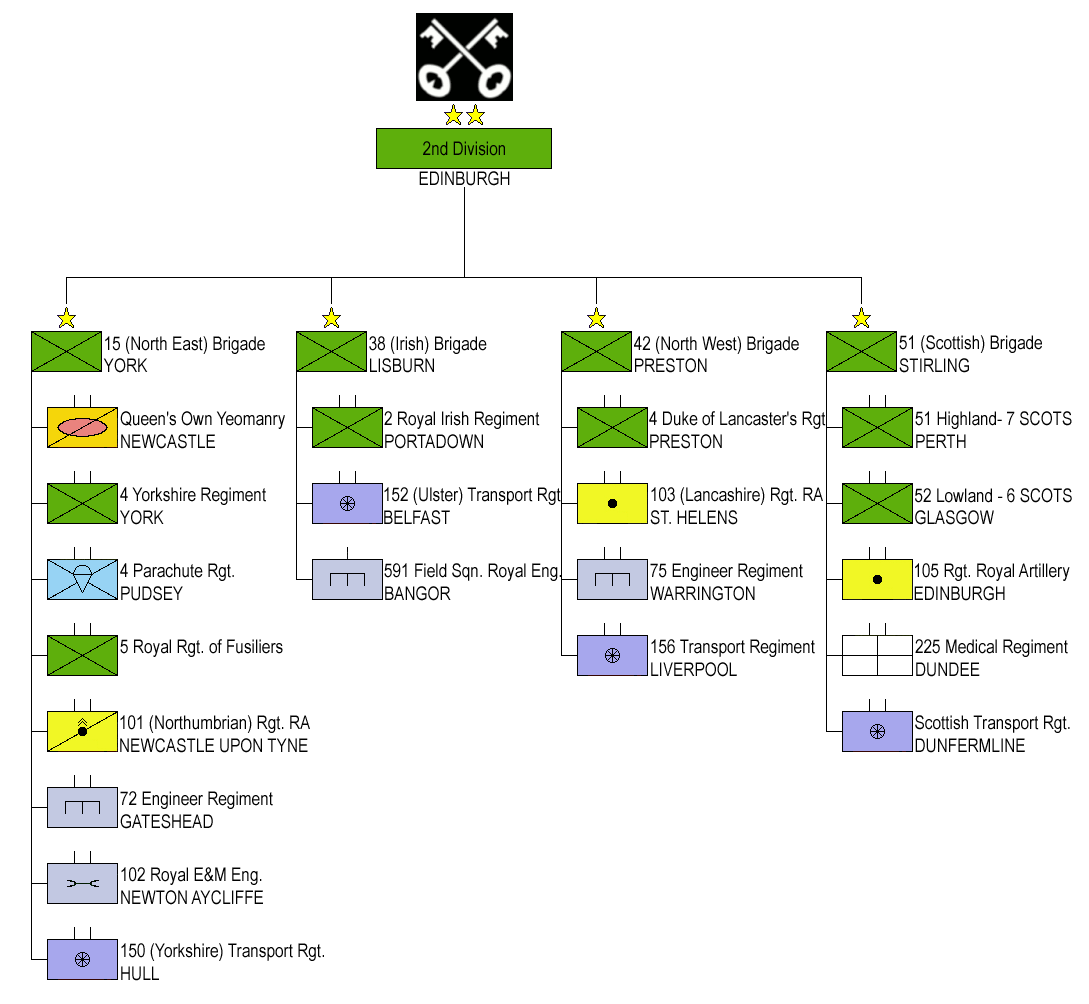
Divisiestructuur

De eenheid werd in 1809 opgericht door Arthur Wellesley, hertog van Wellington. De divisie was betrokken bij verschillende gevechten tijdens de Spaanse Onafhankelijkheidsoorlog. De eenheid speelde ook een rol tijdens de Slag bij Waterloo.
De 2e Infanteriedivisie kwam opnieuw in actie tijdens de Krimoorlog. Daarna nam de divisie deel aan de Brits-Soedanese Oorlog en de Tweede Boerenoorlog. 
Tijdens de Eerste Wereldoorlog maakte de 2e Infanteriedivisie deel uit van de British Expeditionary Force. De divisie diende aan het Westfront. Na de oorlog maakte het deel uit van de Britse bezettingsmacht in Duitsland. 
Na terugkeer uit Duitsland bleef de 2e Infanteriedivisie in Groot-Brittannië. In 1939, in de aanloop na de Tweede Wereldoorlog, werd het als onderdeel van de British Expeditionary Force naar Frankrijk gezonden. Na de evacuatie bij Duinkerke verbleef de infanteriedivisie in Groot-Brittannië. In 1942 werd de 2e Infanteriedivisie naar India gezonden. Daar was het als onderdeel van het 14e Leger onder andere betrokken bij de Slag bij Kohima en gevechten in Birma. 
De 2e Infanteriedivisie bleef na de oorlog in het Verre Oosten en werd uiteindelijk ontbonden. In februari 1947 werd de 2e Infanteriedivisie in Duitsland hervormd en opgebouwd rond de ontbonden 53e (Welshe) Infanteriedivisie. Later ging het samen met de 6e Pantserdivisie en bleef als de 2e Pantserdivisie gestationeerd in Duitsland. In 1982/1983 werd de divisie teruggehaald naar Groot-Brittannië.  
De divisie werd na het einde van de Koude Oorlog ontbonden, maar in 1995 als militair district weer nieuw leven ingeblazen.